# Geburtenrate

Staaten nach Geburtenrate 2017

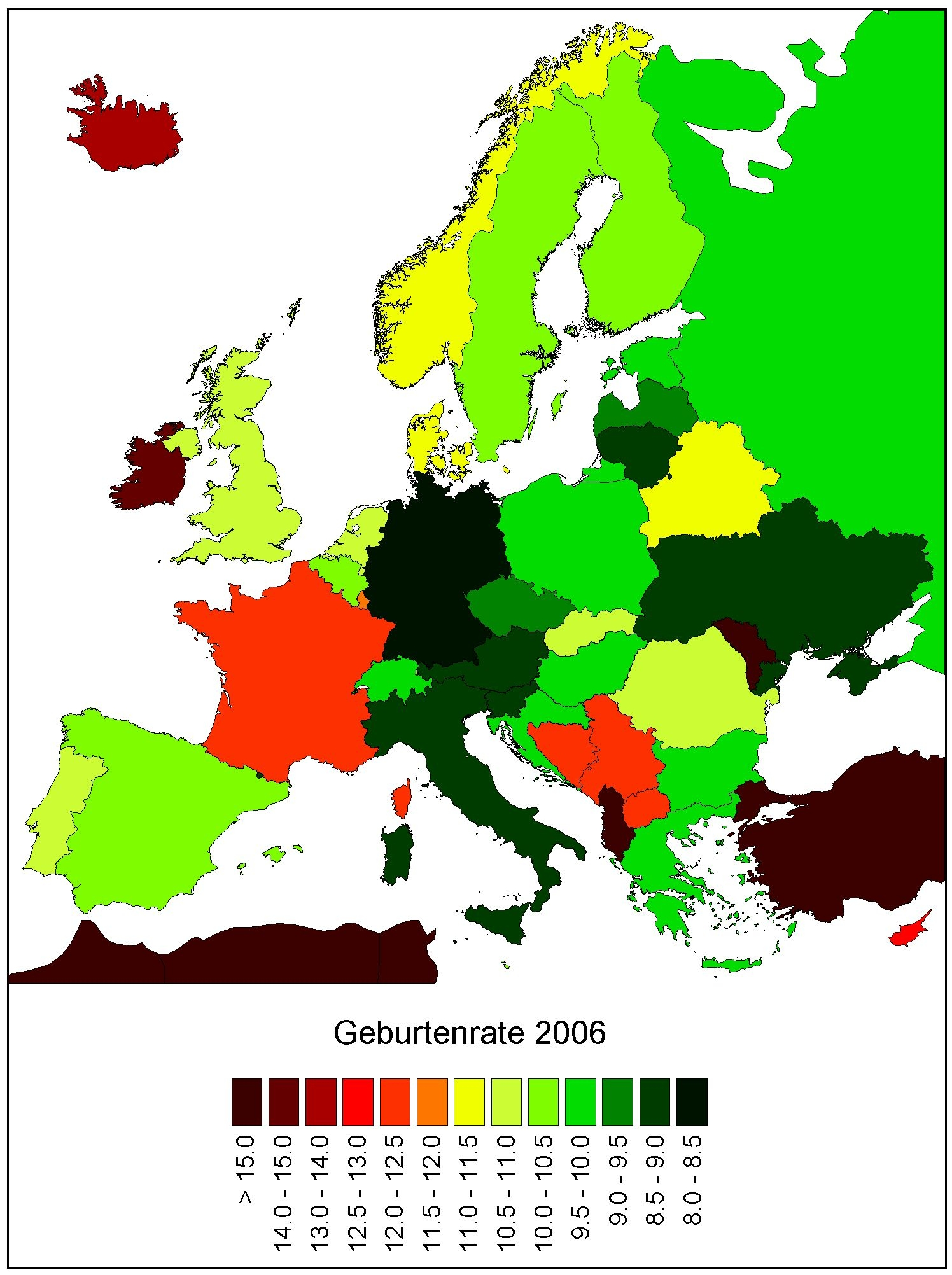
Geburtenrate in Europa 2006

Geburtenrate in den Landkreisen und kreisfreien Städten Deutschlands 2021
über 12
über 10
über 8
über 6

Die Geburtenrate (auch Geburtenziffer und in der Biologie Fortpflanzungsrate) ist in der Demografie eine Kennzahl, die in einem Staat die Anzahl der Lebendgeborenen pro Jahr bezogen auf 1000 Einwohner angibt. Umgangssprachlich wird der Begriff Geburtenrate oft auch für die Fertilitätsrate genutzt, welche die Geburten pro Frau angibt.

## Berechnung
In der Bevölkerungsstatistik wird mit der Geburtenrate die Anzahl der Lebendgeborenen pro Jahr und pro 1000 Einwohner angegeben. Ausgehend von der Anzahl der Lebendgeburten pro Jahr ({\displaystyle Lg}) und der Einwohnerzahl ({\displaystyle Ew}) lautet die Berechnungsvorschrift:
{\displaystyle 1000\cdot {Lg \over Ew}}

### Beispiel
Leben in einer fiktiven Region zunächst 2000 Einwohner und ereignen sich im Laufe eines Jahres 4 Lebendgeburten, dann ergibt sich eine Geburtenrate von:
{\displaystyle 1000\cdot {4 \over 2000}=2}

## Bedeutung
Die Geburtenrate zeigt, welchen Beitrag die Lebendgeburten auf die Bevölkerungsentwicklung eines Landes ausüben. Die Bevölkerungsentwicklung wird beeinflusst von der Geburtenrate, der Mortalität, der Lebenserwartung sowie der Zahl der Auswanderungen und Einwanderungen.
Die Geburtenrate und die Mortalität sind kurz- und langfristigen Veränderungen unterworfen. Im Modell des demografischen Übergangs (vor allem seit den 1970er Jahren) wird angenommen, dass es eine einheitliche Tendenz von hohen hin zu niedrigen Geburtenraten und Mortalität gibt. Diese Entwicklung hat den Abhängigenquotienten steigen lassen (der Anteil Älterer an der Bevölkerung hat zugenommen). Hohe Geburtenraten und Mortalität würden zu einem Steigen des Jugendquotienten führen.
Die deutliche Verringerung der Geburtenrate in vielen Ländern seit der zweiten Hälfte der 1960er Jahre hatte diverse Ursachen. Sie wurde von vielen einseitig der Einführung der Antibabypille zugeschrieben (siehe Pillenknick).

## Unterscheidung
Die Fertilitätsrate als weitere Kennzahl gibt an, wie viele Kinder eine Frau durchschnittlich im Laufe ihres Lebens hätte, wenn die zu einem einheitlichen Zeitpunkt ermittelte altersspezifische Fertilitätsrate für den gesamten Zeitraum ihrer fruchtbaren Lebensphase gelten würden. Sie beruht auf der Geburtenrate und ist im Gegensatz zu dieser eine rein hypothetische Kennzahl.
Von der Geburtenrate abzugrenzen ist die durchschnittliche Anzahl von Kindern pro Frau im Verlauf des Lebens; in Deutschland steigt diese seit 2012 nach langer Abnahme wieder an und lag 2015 bei 1,5.
Die Natalität ist ein Synonym zur Geburtenrate, der in der Demografie, Medizin und Philosophie hierfür verwendet wird.
Die Mortalität ist das Gegenstück zur Geburtenrate.

## Wirtschaftliche Aspekte
Bereits Thomas Robert Malthus prognostizierte 1798 in seinem Bevölkerungsgesetz, dass die vom Menschen erzeugten Nahrungsmittel einem linearen Wachstum folgten, die Nahrungsmittelmenge erhöhe sich somit in gleichen Zeitabständen um den gleichen absoluten Betrag. Dagegen entwickele sich die Bevölkerungszahl mit geometrischem Wachstum (Zinseszinsformel), sie erhöhe sich mithin in gleichen Zeitabständen um gleichbleibende prozentuale Zuwächse. Mathematisch könne der Bodenertrag nur linear ({\displaystyle 1,2,3,4,5} usw.) wachsen, die Bevölkerung jedoch exponentiell ({\displaystyle 1,2,4,8,16} usw.), mit der Folge von Hunger und Armut. Er sah eine Malthusianische Katastrophe voraus, ein durch die Bevölkerungsexplosion ausgelöstes Hemmnis für das Wirtschaftswachstum.
Es wird geschätzt, dass um das Jahr 1650 die Weltbevölkerung bei etwa 500 Millionen Menschen lag, die Verdopplungszeit betrug damals 180 Jahre, denn 1830 gab es 1 Milliarde Menschen weltweit. Im Jahre 1900 belief sich die Weltbevölkerung auf 1,6 Mrd. Personen bei einer Verdopplungszeit von 140 Jahren, 1970 war die Weltbevölkerung auf 3,6 Mrd. überexponentiell angewachsen, die Verdopplungszeit betrug lediglich noch 33 Jahre. Eine Verdoppelung tritt mathematisch (also bei Vernachlässigung der Sterberate) und bei einer konstant bleibenden Geburtenrate von 1 % jährlich ceteris paribus alle 69,6 Jahre, bei 2 % alle 35 Jahre, bei 4 % alle 17,6 Jahre ein. Es ist mathematisch eine geometrische Folge. Niger und Mali verdoppeln somit ihre Einwohnerzahl alle 17,6 Jahre. Bei einem Rückgang auf 2,1 Geburten je Frau stabilisierte sich die Weltbevölkerung erst nach einer Verdoppelung im Jahr 2150.
Das rasante Bevölkerungswachstum veranlasste die Volksrepublik China im Jahre 1980 zur nationalen Einführung der Ein-Kind-Politik, die zu einem drastischen Geburten- und auch einem Bevölkerungsrückgang beitrug. Von drei Kindern je Frau im Jahr 1980 fiel die Geburtenrate auf etwa 1,7 in 2008. Andere bevölkerungsreiche Staaten ergriffen keine Maßnahmen und leiden weiterhin an Überbevölkerung. Hohe Geburtenraten korrelieren mit Armut, insbesondere Kinderarmut (demografisch-ökonomisches Paradoxon). Da gleichzeitig die Nahrungsmittelproduktion und die Wasservorräte nicht mit dem Bevölkerungswachstum vor allem in Entwicklungs- und Schwellenländern schritthalten können, nahmen und nehmen Hungerkatastrophen und Wasserknappheit weiter zu.

## Statistik
Allgemein gilt weiterhin, dass die Geburtenraten in Entwicklungs- und Schwellenländern deutlich höher sind als in Industriestaaten.
Die folgende Statistik (Länder sortiert nach Kontinent) gibt einen Überblick über die Fertilitäts- und Geburtenraten im Jahre 2018:
| Land                         | Fertilitätsrate 2018 (Geburten pro Frau) | Geburtenrate 2017/2018 (Geburten pro 1000 Einwohner) |
| ---------------------------- | ---------------------------------------- | ---------------------------------------------------- |
| Niger                        | 7,15                                     | 44                                                   |
| Somalia                      | 6,12                                     | 40                                                   |
| Demokratische Republik Kongo | 5,96                                     | 34                                                   |
| Mali                         | 5,92                                     | 44                                                   |
| Tschad                       | 5,80                                     | 36                                                   |
| Angola                       | 5,55                                     | 44                                                   |
| Burundi                      | 5,45                                     | 41                                                   |
| Tunesien                     | 2,15                                     | 18                                                   |
| Osttimor                     | 5,34                                     | 33                                                   |
| Afghanistan                  | 4,56                                     | 38                                                   |
| Pakistan                     | 3,55                                     | 22                                                   |
| Israel                       | 3,04                                     | 18                                                   |
| Saudi-Arabien                | 2,34                                     | 18                                                   |
| Indien                       | 2,24                                     | 19                                                   |
| China                        | 1,69                                     | 12                                                   |
| Taiwan                       | 1,15                                     | 8                                                    |
| Hongkong                     | 1,33                                     | 9                                                    |
| Südkorea                     | 1,11                                     | 8                                                    |
| Türkei                       | 2,08                                     | 16                                                   |
| Portugal                     | 1,24                                     | 9                                                    |
| Irland                       | 1,84                                     | 14                                                   |
| Frankreich                   | 1,85                                     | 12                                                   |
| Belgien                      | 1,72                                     | 11                                                   |
| Norwegen                     | 1,68                                     | 12                                                   |
| Niederlande                  | 1,66                                     | 11                                                   |
| Deutschland                  | 1,59                                     | 8,5                                                  |
| Schweiz                      | 1,54                                     | 11                                                   |
| Österreich                   | 1,53                                     | 10                                                   |
| USA                          | 1,78                                     | 13                                                   |
| Mexiko                       | 2,16                                     | 18                                                   |
| Honduras                     | 2,49                                     | 22                                                   |
| Guatemala                    | 2,83                                     | 24                                                   |
| Bolivien                     | 2,75                                     | 22                                                   |
| Paraguay                     | 2,45                                     | 17                                                   |
| Ecuador                      | 2,44                                     | 18                                                   |
| Brasilien                    | 1,74                                     | 14                                                   |
| Welt                         | 2,47                                     | 19,6                                                 |

Die höchsten Geburtenraten gibt es weiterhin in Afrika, die niedrigsten weisen Taiwan und Südkorea auf. China rangiert mit einer niedrigen Geburtenrate auf Rang 156 (von 200 Ländern), Indien auf Rang 102. Deutschland liegt auf europäischem Durchschnitt (EU-28).
Die höchsten Geburtenraten in der EU wiesen 2017 Irland (12,9 Lebendgeburten/1000 Einwohner), Schweden (11,5), Vereinigtes Königreich und Frankreich (je 11,4) Tschechien (10,8 %), Slowakei/Lettland/Zypern (je 10,7), Dänemark/Polen (je 10,6) auf; im EU-Durchschnitt liegen Österreich (10,0) oder Deutschland (9,5). Am niedrigsten waren die Zahlen in Kroatien (8,9), Spanien/Portugal (je 8,4), Griechenland (8,2) und Italien (7,6).
In Deutschland sank die Geburtenrate im Jahr 2023 auf 1,35 Kinder je Frau.